# آمبر (کمون)
آمبر (به فرانسوی:  ɑ̃bɛʁ]Ambert]) یک کمون در فرانسه است که در Canton of Ambert واقع شده‌است.

## خصوصیات
آمبر ۶۰٫۴۸ کیلومترمربع مساحت و ۶٬۹۶۲ نفر جمعیت دارد و ۵۲۷ متر بالاتر از سطح دریا واقع شده‌است.